# Krasimira Bogdanova
Krasimira Bogdanova, född 5 juni 1949, död 10 mars 1992 var en bulgarisk basketspelare som var med och tog OS-brons 1976 i Montréal. Detta var första gången damerna deltog vid de olympiska baskettävlingarna. Fyra år senare var hon med och tog OS-silver 1980 i Moskva.